# Luge monoplace féminine aux Jeux olympiques de 2022
Navigation
Pyeongchang 2018 Milan-Cortina 2026
L'épreuve individuelle féminine de luge des Jeux olympiques d'hiver de 2022 a lieu le 7 et le 8 février 2022. L'Allemande Natalie Geisenberger conserve son titre devant sa compatriote Anna Berreiter

## Déroulement de la compétition
La coupe du monde de luge 2021-2022 a vu le sacre de Julia Taubitz qui totalise 4 victoires sur le circuit ; le podium était complété par Madeleine Egle avec cinq victoires et Natalie Geisenberger pour compléter le podium.
La piste est particulièrement complexe à appréhender, notamment le virage 13 dans la "queue du dragon", où plusieurs concurrents ont chuté ou fait des fautes de trajectoire comme les deux Russes Viktoriia Demchenko ou Ekaterina Katnikova.
Taubitz a remporté la première manche, établissant le record de la piste, mais s'est écroulée dans la deuxième manche franchissant la ligne d'arrivée sur le ventre, synonyme d'abandon dans la course aux médailles. Egle a commis une erreur dans la première manche et après deux manches, elle n'était que septième. Cela a permis à Geisenberger d'être en tête après deux courses, avec Anna Berreiter deuxième et Tatiana Ivanova troisième. Dans la troisième manche, Geisenberger a établi le nouveau record de la piste. Alors qu'Egle a réussi à revenir en quatrième position, la dernière manche n'a pas changé la répartition des médailles.

## Calendrier
| Date      | Heure | Épreuve                               |
| --------- | ----- | ------------------------------------- |
| 3 février | 18:30 | entraînement groupe A - Manche 1 et 2 |
| 3 février | 20:15 | entraînement groupe B - Manche 1 et 2 |
| 5 février | 14:36 | entraînement groupe B - Manche 3 et 4 |
| 5 février | 16:20 | entraînement groupe A - Manche 3 et 4 |
| 6 février | 8:00  | entraînement - Manche 5               |
| 6 février | 09:45 | entraînement - Manche 6               |
| 7 février | 19:50 | Manche 1                              |
| 7 février | 21:30 | Manche 2                              |
| 8 février | 19:50 | Manche 3                              |
| 8 février | 21:35 | Manche 4                              |

## Médaillés
| Or                                              | Argent                                    | Bronze                               |
| Natalie Geisenberger (Allemagne) 3 min 53 s 454 | Anna Berreiter (Allemagne) 3 min 53 s 947 | Tatiana Ivanova (ROC) 3 min 54 s 507 |

## Résultats
| Rang                                | #                   | Athlète                | Nation         | Manche 1       | Manche 1       | Manche 2       | Manche 2       | Manche 3       | Manche 3       | Manche 4        | Manche 4        | Total          | Total          |
| Rang                                | #                   | Athlète                | Nation         | Temps (s)      | Rang           | Temps (s)      | Rang           | Temps (s)      | Rang           | Temps (s)       | Rang            | Temps (s)      | Écart (s)      |
| ----------------------------------- | ------------------- | ---------------------- | -------------- | -------------- | -------------- | -------------- | -------------- | -------------- | -------------- | --------------- | --------------- | -------------- | -------------- |
| Médaille d'or, Jeux olympiques      | 1                   | Natalie Geisenberger   | Allemagne      | 58.402         | 2              | 58.423         | 1              | 58.226 TR      | 1              | 58.403          | 2               | 3:53.454       | 0.000          |
| Médaille d'argent, Jeux olympiques  | 3                   | Anna Berreiter         | Allemagne      | 58.525         | 4              | 58.508         | 3              | 58.348         | 2              | 58.566          | 4               | 3:53.947       | +0.493         |
| Médaille de bronze, Jeux olympiques | 6                   | Tatiana Ivanova        | ROC            | 58.733         | 5              | 58.683         | 4              | 58.461         | 3              | 58.630          | 5               | 3:54.507       | +1.053         |
| 4                                   | 2                   | Madeleine Egle         | Autriche       | 59.342         | 17             | 58.493         | 2              | 58.542         | 5              | 58.432          | 3               | 3:54.809       | +1.355         |
| 5                                   | 12                  | Hannah Prock           | Autriche       | 58.762         | 6              | 58.732         | 5              | 58.532         | 4              | 58.798          | 9               | 3:54.824       | +1.370         |
| 6                                   | 10                  | Lisa Schulte           | Autriche       | 58.523         | 3              | 59.074         | 12             | 58.646         | 6              | 58.642          | 6               | 3:54.885       | +1.431         |
| 7                                   | 5                   | Julia Taubitz          | Allemagne      | 58.345 TR      | 1              | 1:00.075       | 26             | 58.655         | 7              | 58.358          | 1               | 3:55.433       | +1.979         |
| 8                                   | 9                   | Elīza Tīruma           | Lettonie       | 58.956         | 8              | 58.849         | 6              | 58.865         | 11             | 58.771          | 8               | 3:55.441       | +1.987         |
| 9                                   | 18                  | Natalie Maag           | Suisse         | 59.018         | 11             | 59.117         | 13             | 58.913         | 14             | 58.892          | 10              | 3:55.940       | +2.486         |
| 10                                  | 8                   | Andrea Vötter          | Italie         | 59.145         | 14             | 59.045         | 10             | 58.852         | 10             | 58.935          | 11              | 3:55.977       | +2.523         |
| 11                                  | 28                  | Kendija Aparjode       | Lettonie       | 59.107         | 13             | 59.020         | 7              | 58.928         | 15             | 59.084          | 12              | 3:56.139       | +2.685         |
| 12                                  | 24                  | Ashley Farquharson     | États-Unis     | 59.972         | 26             | 59.024         | 8              | 58.768         | 8              | 58.643          | 7               | 3:56.407       | +2.953         |
| 13                                  | 19                  | Verena Hofer           | Italie         | 58.960         | 9              | 59.037         | 9              | 58.961         | 16             | 59.584          | 16              | 3:56.542       | +3.088         |
| 14                                  | 15                  | Trinity Ellis          | Canada         | 59.219         | 16             | 59.053         | 11             | 58.888         | 13             | 59.704          | 17              | 3:56.864       | +3.410         |
| 15                                  | 13                  | Nina Zöggeler          | Italie         | 59.464         | 18             | 59.160         | 16             | 59.085         | 19             | 59.275          | 14              | 3:56.984       | +3.530         |
| 16                                  | 29                  | Natalie Corless        | Canada         | 59.193         | 15             | 59.316         | 17             | 59.176         | 21             | 59.570          | 15              | 3:57.255       | +3.801         |
| 17                                  | 17                  | Makena Hodgson         | Canada         | 59.505         | 19             | 59.477         | 18             | 59.286         | 22             | 59.268          | 13              | 3:57.536       | +4.082         |
| 18                                  | 4                   | Elīna Ieva Vītola      | Lettonie       | 59.025         | 12             | 59.140         | 14             | 59.029         | 17             | 1:00.957        | 18              | 3:58.151       | +4.697         |
| 19                                  | 26                  | Aileen Frisch          | Corée du Sud   | 59.776         | 23             | 59.642         | 20             | 59.055         | 18             | 1:01.811        | 19              | 4:00.284       | +6.830         |
| 20                                  | 30                  | Tove Kohala            | Suède          | 59.533         | 20             | 59.776         | 21             | 59.333         | 23             | 1:02.431        | 20              | 4:01.073       | +7.619         |
| 21                                  | 25                  | Yulianna Tunytska      | Ukraine        | 59.690         | 22             | 59.844         | 23             | 59.571         | 24             | Did not advance | Did not advance | 2:59.105       | N/A            |
| 22                                  | 20                  | Olena Stetskiv         | Ukraine        | 59.663         | 21             | 59.586         | 19             | 59.963         | 27             | Did not advance | Did not advance | 2:59.212       | N/A            |
| 23                                  | 23                  | Summer Britcher        | États-Unis     | 1:00.986       | 29             | 59.156         | 15             | 59.152         | 20             | Did not advance | Did not advance | 2:59.294       | N/A            |
| 24                                  | 34                  | Verónica María Ravenna | Argentine      | 59.811         | 24             | 59.780         | 22             | 59.719         | 25             | Did not advance | Did not advance | 2:59.310       | N/A            |
| 25                                  | 21                  | Katarína Šimoňáková    | Slovaquie      | 1:00.124       | 27             | 59.851         | 24             | 59.761         | 26             | Did not advance | Did not advance | 2:59.736       | N/A            |
| 26                                  | 14                  | Emily Sweeney          | États-Unis     | 58.971         | 10             | 1:02.439       | 32             | 58.882         | 12             | Did not advance | Did not advance | 3:00.292       | N/A            |
| 27                                  | 22                  | Klaudia Domaradzka     | Pologne        | 59.871         | 25             | 59.892         | 25             | 1:01.313       | 31             | Did not advance | Did not advance | 3:01.076       | N/A            |
| 28                                  | 11                  | Victoria Demchenko     | ROC            | 58.869         | 7              | 1:03.466       | 33             | 58.838         | 9              | Did not advance | Did not advance | 3:01.173       | N/A            |
| 29                                  | 32                  | Wang Peixuan           | Chine          | 1:00.986       | 29             | 1:00.391       | 28             | 1:00.025       | 28             | Did not advance | Did not advance | 3:01.402       | N/A            |
| 30                                  | 31                  | Anna Čežíková          | Tchéquie       | 1:00.392       | 28             | 1:01.169       | 30             | 1:00.101       | 29             | Did not advance | Did not advance | 3:01.662       | N/A            |
| 31                                  | 33                  | Lin Sin-rong           | Taipei chinois | 1:01.550       | 32             | 1:01.057       | 29             | 1:01.004       | 30             | Did not advance | Did not advance | 3:03.611       | N/A            |
| 32                                  | 35                  | Doina Descalui         | Moldavie       | 1:01.928       | 34             | 1:02.192       | 31             | 1:02.174       | 32             | Did not advance | Did not advance | 3:06.294       | N/A            |
| 33                                  | 27                  | Elsa Desmond           | Irlande        | 1:01.608       | 33             | 1:03.857       | 34             | 1:02.254       | 33             | Did not advance | Did not advance | 3:07.719       | N/A            |
|                                     | 16                  | Raluca Strămăturaru    | Roumanie       | 1:01:357       | 31             | 1:00.305       | 27             | Did not finish | Did not finish | Did not finish  | Did not finish  | Did not finish | Did not finish |
| 7                                   | Ekaterina Katnikova | ROC                    | Did not finish | Did not finish | Did not finish | Did not finish | Did not finish | Did not finish | Did not finish | Did not finish  | Did not finish  | Did not finish |                |